# Geschichte der Juden in Amsterdam

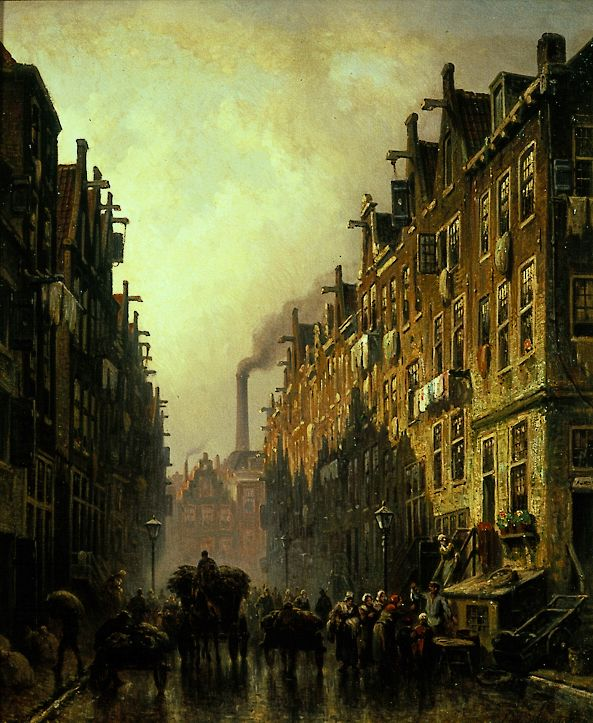
„Judenviertel in Amsterdam“, Gemälde von Eduard Alexander Hilverdink, um 1889

Die Geschichte der Juden in Amsterdam beschreibt jüdisches Leben in der Stadt seit mehr als 400 Jahren.
Amsterdam war und ist eines der bedeutendsten jüdischen Zentren in Westeuropa.

## Geschichte

### Sephardische Zuwanderung

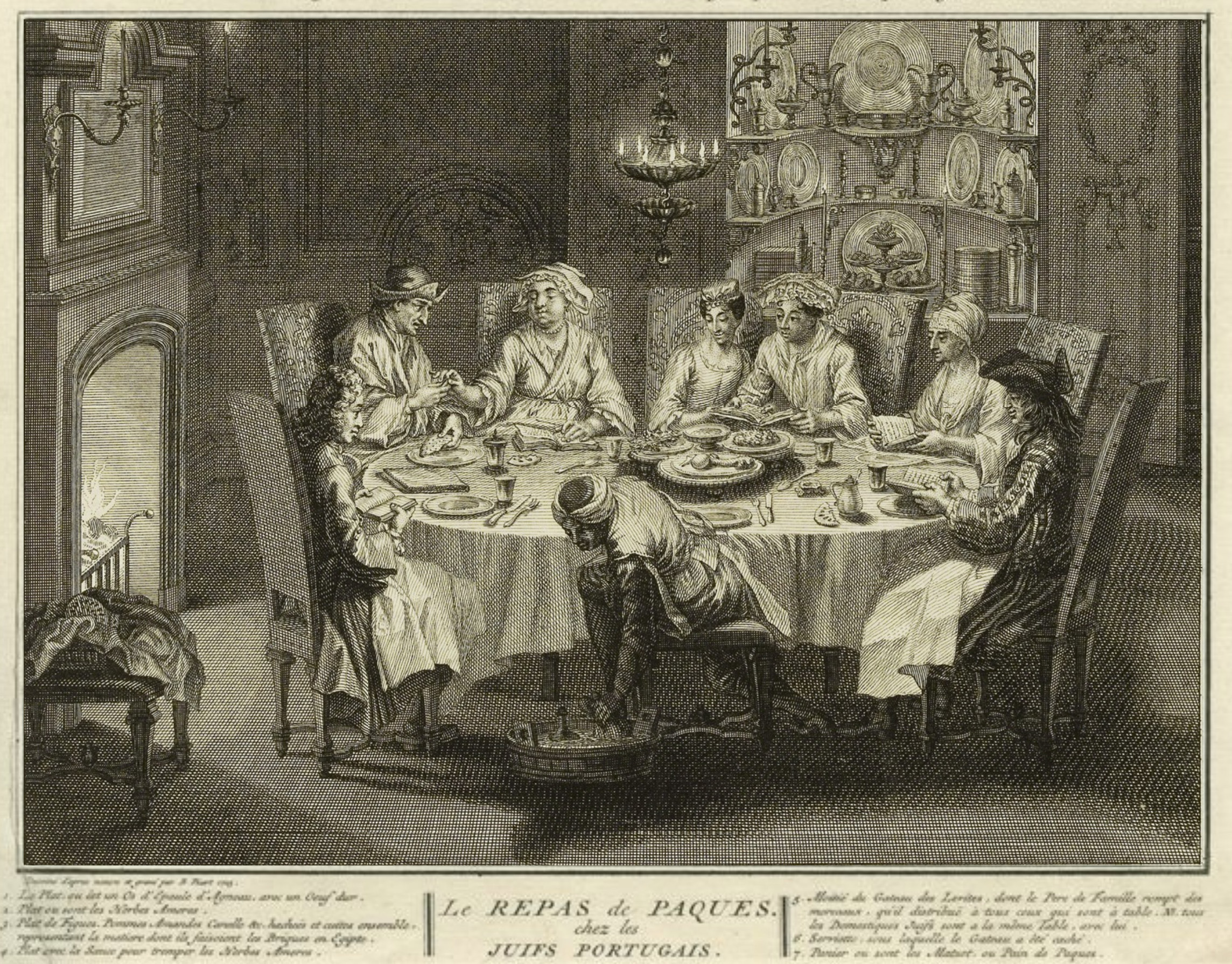
Bernard Picart, „Portugiesische Juden am Pessachabend“, Amsterdam um 1725

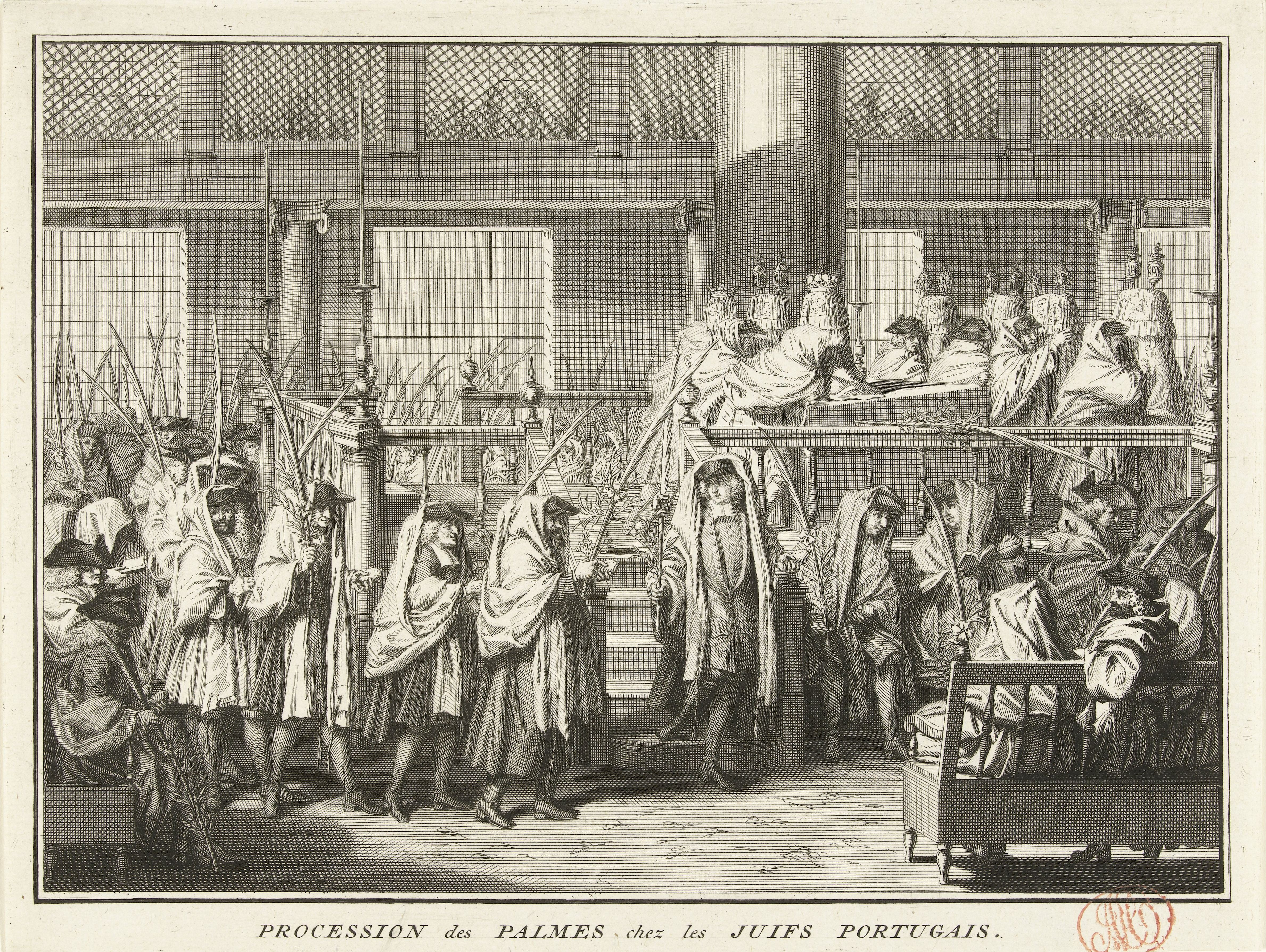
Bernard Picart: Prozession der Palmen (Hoschana Rabah) während des Laubhüttenfestes portugiesischer Juden, Amsterdam um 1725

1579 wurde nach der Utrechter Union Glaubensfreiheit für alle Bürger der niederländischen Provinzen garantiert.
1593 kamen größere Gruppen sephardische Juden aus Portugal nach Amsterdam, nachdem sich bereits einige spanische Juden nach dem Alhambra-Edikt hier angesiedelt hatten. Meist waren es jetzt zwangskonvertierte Marranen, die die jüdische Religion nur im Geheimen hatten ausüben können. Sie waren oft wohlhabend, viele waren Kaufleute, Gelehrte, Mediziner oder Rabbiner. Trotz einiger strenger Regelungen genossen sie in Amsterdam Freiheiten, die sie in anderen europäischen Städten nicht hatten.
Die Zuwanderer belebten den Handel und das Wirtschaftsleben. 1602 wurde die erste jüdische Gemeinde von einer Gruppe portugiesischer Juden gegründet. Im selben Jahr waren jüdische Kaufleute an der Gründung der Niederländischen Westindien-Kompanie beteiligt.
Seit 1607 wurde ein Friedhof bei Groet genutzt.
1608 wurde die Gemeinde Beth Jacob, u. a. durch Jacob Tirado gegründet. 1612 wurde der Antrag zum Bau einer Synagoge nicht genehmigt.
1614 wurde der Friedhof in Ouderkerk aan de Amstel angelegt.
1616 wurde die Bibliothek Ets Haim gegründet.
1621 waren jüdische Kaufleute auch an der Gründung der Niederländischen Ostindien-Kompanie beteiligt. 1626 wurde die erste hebräische Druckerei durch Menasse ben Israel gegründet.

### Aschkenasische Einwanderer
Seit etwa 1600 kamen aschkenasische Juden aus Deutschland nach Amsterdam. Durch den Dreißigjährigen Krieg und nach den Massakern während des Chmelnyzkyj-Aufstands 1648 kamen viele Juden aus Osteuropa. Sie gründeten eigene Gemeinden und unterschieden sich von den einheimischen Juden in religiöser Praxis, in ihren Sitten und Gebräuchen, der jiddischen Sprache und der Armut. Eine eigene Synagoge entstand 1639. Bald bildeten sie die größere Gemeinde.

### Blüte

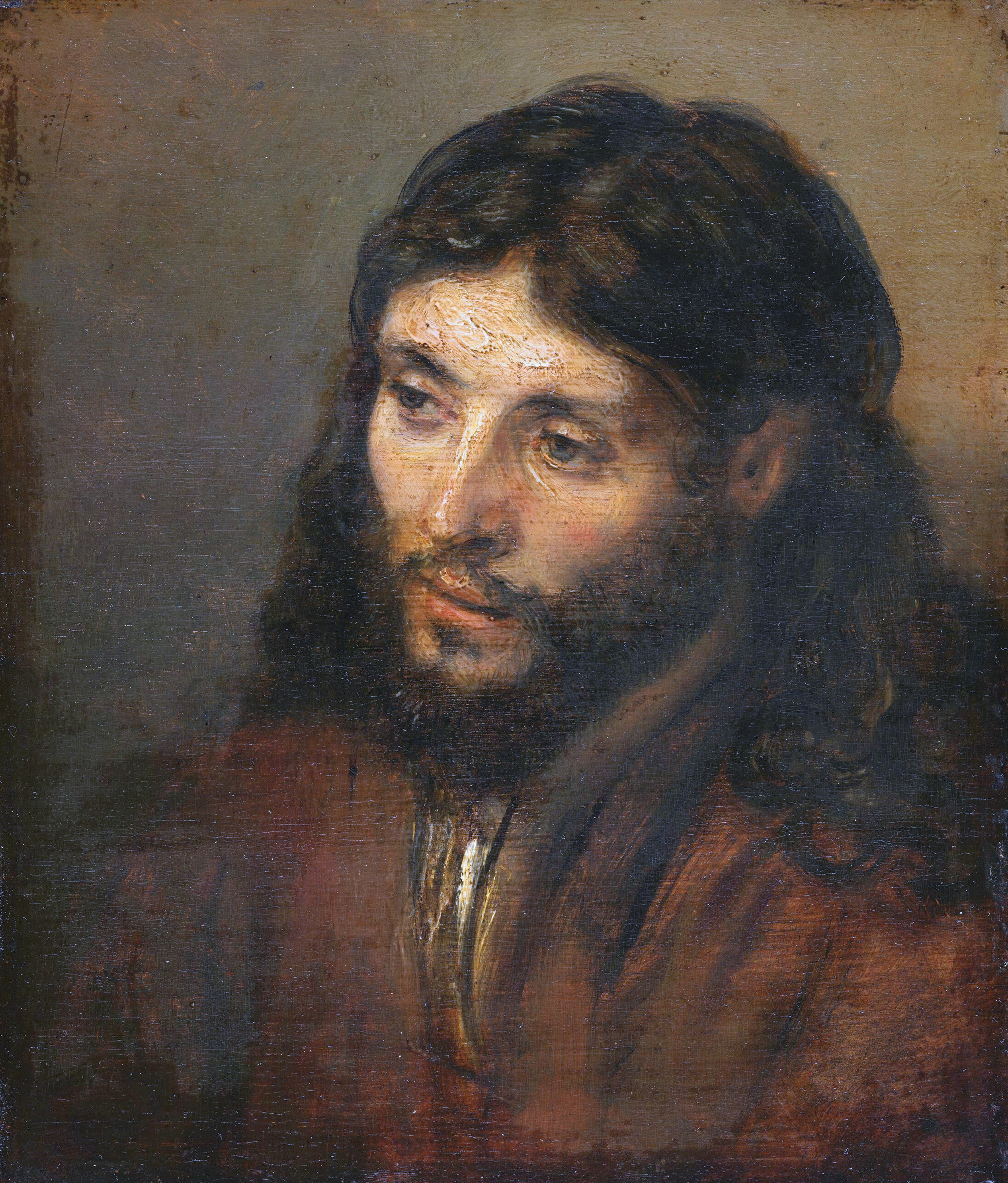
Jüdisches Gesicht auf einem Gemälde von Rembrandt van Rijn, 1648

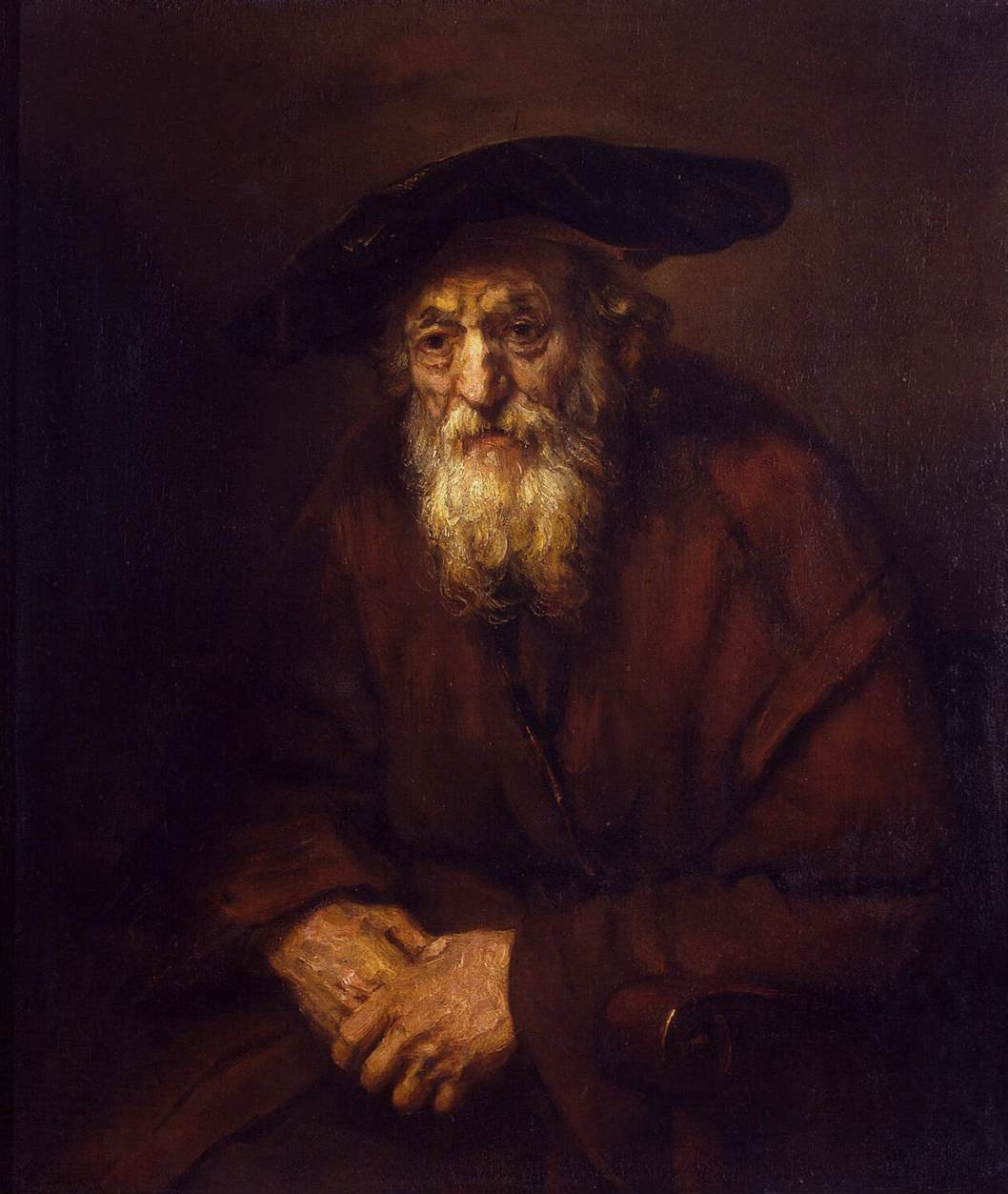
Rembrandt van Rijn, „Porträt eines alten Juden“, Amsterdam 1654

Amsterdam entwickelte sich schnell zum Zentrum jüdischer Gelehrsamkeit in Europa. Rembrandt stellte in zahlreichen Gemälden Amsterdamer Juden dar. Baruch de Spinoza lebte in Amsterdam bis 1659, ebenfalls der Freidenker Juan de Prado. Es entstanden weitere jüdische Druckereien von Uri Phoebus ha-Levi, Josef Athias und David de Castro Tartas. Um 1650 war Amsterdam die wohlhabendste Stadt Europas. 1671 wurde die Große Synagoge der aschkenasischen Gemeinde eingeweiht, 1675 die Portugiesische Synagoge der sephardischen. 1678 erschien die erste Hebräische Bibel in jiddischer Übertragung von Jekutiel Blitz, 1686 bis 1688 die erste bekannte Zeitschrift in jiddischer Sprache überhaupt, der Dinstagische Kurant. Ab 1679 verlor Amsterdam seine Bedeutung als überregionale Hafenstadt und Umschlagsplatz für viele Waren und entwickelte sich stattdessen zum wichtigsten Finanzzentrum Europas.

### 18. und 19. Jahrhundert
Auch orientalische Juden kamen nach Amsterdam.
Hohe Steuern und Diskriminierungen führten zu einer zunehmenden Verarmung eines großen Teils der portugiesischen Juden. Isaac de Pinto kritisierte 1748 diese Situation.
Ende des 18. Jahrhunderts lebten ungefähr 20.000 Juden in Amsterdam. Damit war sie eine der größten jüdischen Gemeinden in Westeuropa. 1796 erhielten Juden die vollen Bürgerrechte. Im Verlauf des 19. Jahrhunderts verlor die unterschiedliche Herkunft der sephardischen Juden und der Aschkenasim an Bedeutung und auch die Abgrenzung zu den nichtjüdischen Niederländern schwand. Politisch schlossen sich die Juden meist dem liberalen oder sozialistischen Lager an.

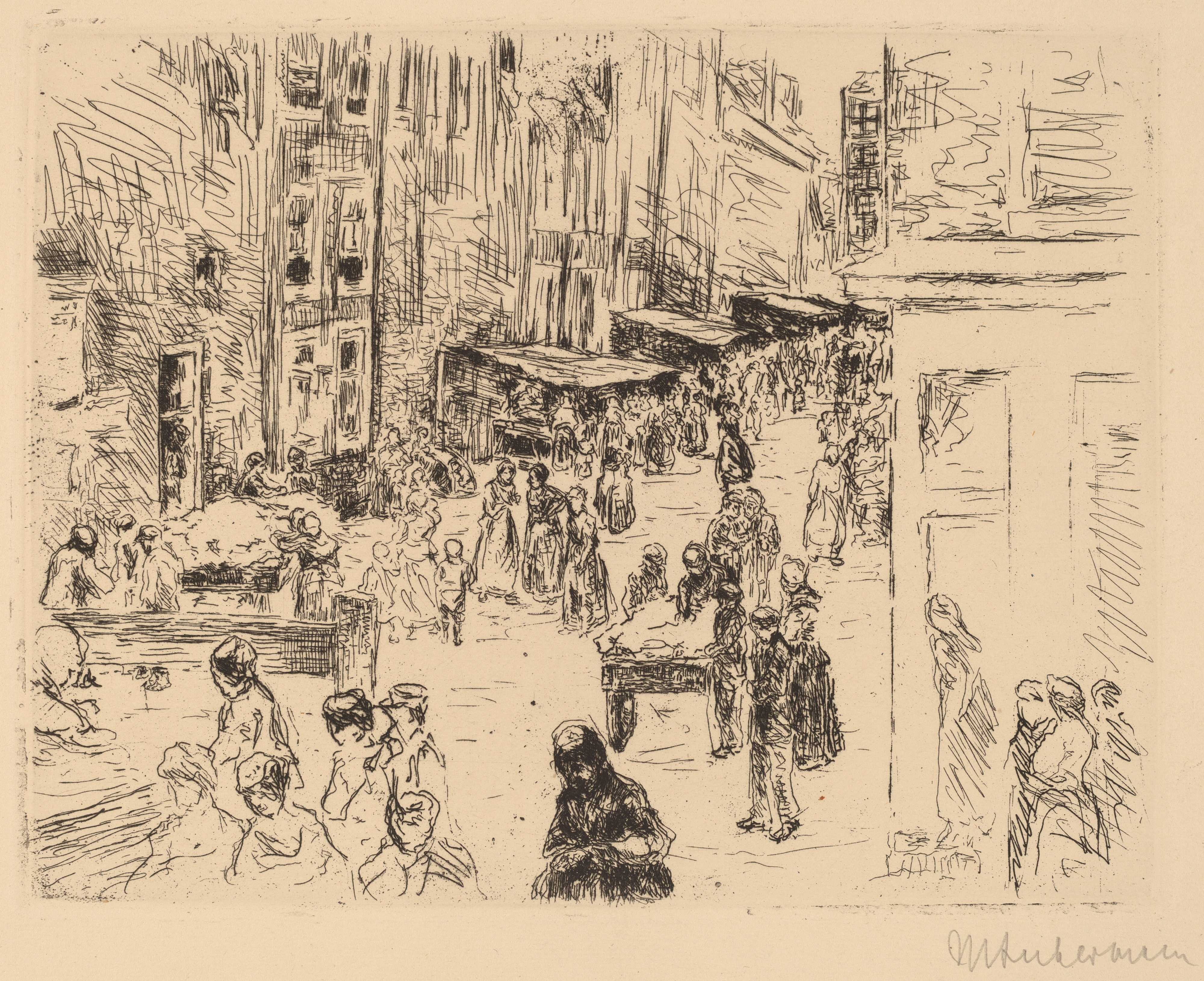
Judenstraße in Amsterdam, Zeichnung von Max Liebermann, 1906

### Deutsche Okkupation
Seit 1933 flohen viele Juden aus Deutschland nach Amsterdam. Seit dem deutschen Westfeldzug waren die Niederlande bis 1944 besetzt.
Zum Zeitpunkt der deutschen Okkupation der Niederlande am 10. Mai 1940 hatte Amsterdam eine jüdische Bevölkerung von rund 75.000 Personen, die bis 1941 auf über 79.000 Personen anwuchs. Damit betrug der Anteil der jüdischen Bevölkerung Amsterdams knapp 10 Prozent der Gesamtbevölkerung. Davon waren mehr als 10.000 Ausländer, die seit 1930 nach Amsterdam gekommen waren.
Nach dem von Amsterdam ausgehenden Februarstreik 1941 wurden 389 Juden ins KZ Buchenwald und später ins KZ Mauthausen verschleppt. Am 14. Juli 1942 fanden in Amsterdam die ersten Razzien auf Juden statt, bei der etwa 540 Personen verhaftet und in das Sammellager Westerbork, der Zwischenstation nach Auschwitz, verbracht wurden. Weitere groß angelegte Razzien folgten ab Mai 1943; im September 1943 wurden die letzten Juden mitsamt der Mitarbeiter des jüdischen Rates aus Amsterdam verschleppt.
Von den rund 80.000 Amsterdamer Juden vor Beginn der Besatzung überlebten nur 10.000 den Krieg.

## Gegenwart
Heute leben in Amsterdam etwa 15.000 Juden. Es gibt eine aschkenasische, eine progressive, eine portugiesische und eine liberale jüdische Gemeinde mit insgesamt neun Synagogen. Sechs jüdische Friedhöfe befinden sich in und um Amsterdam.
Jährlich finden jüdische Musiktage und ein Jüdisches Filmfestival statt. Es gibt ein Jüdisches Jahrbuch und eine jüdische Zeitung. Mittelpunkt des kulturellen Lebens ist das Jüdische Museum.
Seit 2002 gibt es das progressive Levisson Instituut, ein Seminar zur Ausbildung von Rabbinern und Kantoren.
Beim Europacup-Match zwischen Ajax Amsterdam und Maccabi Tel Aviv am 7. November 2024 kam es in der Stadt zu einer gezielten Jagd auf Juden. Bei den Angriffen waren 20 bis 30 Menschen nach Angaben der Behörden verletzt worden, die meisten davon leicht. Fünf Personen wurden in Krankenhäusern behandelt, drei Bürger galten als vermisst. Bei den Ausschreitungen wurden Fans der israelischen Mannschaft von propalästinensischen Randalierern systematisch zusammengeschlagen und mit sogar einem Auto angefahren. Vor allem Jugendliche auf Mopeds hätten die Israelis verfolgt und misshandelt. Die Unruhestifter seien „aktiv auf die Suche gegangen nach israelischen Fans, um sie anzugreifen und zu misshandeln“, heißt es in einer Erklärung der Stadt und der Polizei. Vieles lässt darauf schließen, dass es sich um organisierte Gewalt gegen Juden handelte. Israel schickte Flugzeuge nach Amsterdam, um seine Bürger in Sicherheit zu bringen. Der israelische Präsident Jitzchak Herzog sprach von einem „Pogrom“, auch andere israelische Politiker waren empört über die antisemitischen Ausschreitungen. Auch niederländische Politiker waren entsetzt. Die Amsterdamer Bürgermeisterin Femke Halsema sprach von einer „tiefschwarzen Nacht“ und einer „Schande für Amsterdam“. „An mehreren Stellen in der Stadt wurden Fans belagert, misshandelt und mit Feuerwerkkörpern beworfen“, sagte Halsema. Die Stadt kündigte auch schärfere Sicherheitsmaßnahmen an, um Israelis und Juden in Amsterdam zu schützen.

## Bevölkerungszahlen
- 1612: 500
- 1620: 1.000
- 1674: 7.500 (5.000 aschkenasische, 2.500 sephardische)
- 1700: 6.200
- 1795: 20.335
- 1900: 51.000[11]
- 1939: 80.000